# José María Sánchez García
José María Sánchez García, né le 11 mars 1963, est un homme politique espagnol.

## Biographie

### Parcours professionnel
Il exerce la profession de juge à partir des années 1990. Il a travaillé à la Cour de justice de l'Union européenne, basée à Luxembourg. 

### Parcours politique
Lors des élections générales anticipées du 10 novembre 2019, il est élu au Congrès des députés pour la XIVe législature. Il est membre du parti  Vox.
Opposant résolu au droit à l'avortement, il a fait polémique lors d'un discours de la députée socialiste Laura Berja en défense de la loi sur l'avortement, lui criant « sorcière » depuis son siège.
Selon le quotidien catalan Ara, « Sánchez García est un prototype de la pensée réactionnaire espagnole, avec des racines au XIXe siècle : anti-avortement, anticommuniste, ultra-catholique, machiste et très nationaliste. De la tribune, il en est venu à insulter les députés du Parti populaire et utilise toujours un ton très condescendant, avec un manque de respect constant, avec les députés de la majorité [de gauche]. » selon l'auteur de ce texte.